# 克拉默山
克拉默山（英語：Mount Crummer）是南極洲的山峰，位於維多利亞地的斯科特海岸，處於巴克斯塔爾斯帕錫奇冰川以南，海拔高度895米，由歐內斯特·沙克爾頓率領的英國探險隊命名和繪入地圖。